# OOMPH! (album)
OOMPH! è il primo album dell'omonima band tedesca, ed è il suo primo ed unico lavoro di genere EBM, prima di spostarsi verso l'industrial metal, genere che suoneranno per tutta la loro carriera. La copertina raffigura una grata di forma circolare, con una persona davanti.

## Tracce[1]
1. Mein Herz ("My Heart") - 3:55
2. Me Inside You - 4:59
3. Der Neue Gott ("The New God") - 4:42
4. No Heart No Pain - 3:40
5. Breathe - 4:15
6. Gleichschritt ("Marching in step") - 5:39
7. Under Pressure - 3:58
8. Wir Leben ("We live") - 3:21
9. Purple Skin - 4:20
10. Ich bin Du ("I am you") - 6:13
11. Der neue Gott (CD Bonus) ("The New God") - 4:38